# السائق نايت (مسلسل)
السائق نايت (بالإنجليزية: Knight Rider)‏ مسلسل تلفزيوني أمريكي درامي أكشن عرض على قناة هيئة الإذاعة الوطنية من 26 سبتمبر 1982 إلى 8 أغسطس 1986 حيث تم تصوير 4 أجزاء بواقع 84 حلقة .

## القصة
تدور أحداث المسلسل حول مايكل نايت وسيارته المتكلمة كيت ومعهما العالم ديفون مايلز ومساعدته بوني بارستو ومحاولتهم حل الجرائم ومساعدة رجال الشرطة من دون علمهم .

## الشخصيات
| الممثل(ة)            | الشخصية                   | عدد الحلقات |
| ديفيد هاسيلهوف       | مايكل نايت                | 84          |
| إدوارد مالهير        | ديفون مايلز               | 84          |
| ويليامز دانيلز       | كيت                       | 84          |
| ريتشارد بيزهارت      | الراوي                    | 83          |
| باتريسيا مكفيرسون    | بوني بارستو               | 62          |
| ريبيكا هولدن         | أبريل كورتيز              | 21          |
| بيتر باروس           | ريغينالد كورنيليوس الثالث | 20          |
| هال فريزل            | سائق شرطة                 | 7           |
| ديبوراه ليدويغ ديفيز | مغنية                     | 5           |
| جاك غيل              | دوغان                     | 4           |
| -------------------- | ------------------------- | ----------- |

## جوائز المسلسل
| السنة | المهرجان                         | الجائزة                                 | الحاصل عليها |
| 1983  | مهرجان الفنانين الصغار           | أفضل ممثل صغير ضيف شرف في مسلسل         | كيث كوغان    |
| 1985  | مهرجان ستونتمان                  | أفضل مسلسل أجنبي                        | المسلسل      |
| 2005  | مهرجان ب.م.إ. للسينما والتلفزيون | أفضل نغمة هاتف مقتبسة من مسلسل تلفزيوني | المسلسل      |
| ----- | -------------------------------- | --------------------------------------- | ------------ |

## روابط خارجية
- السائق نايت على موقع IMDb (الإنجليزية)
- السائق نايت على موقع ميتاكريتيك (الإنجليزية)
- السائق نايت على موقع الموسوعة البريطانية (الإنجليزية)
- السائق نايت على موقع روتن توميتوز (الإنجليزية)
- السائق نايت على موقع ميوزك برينز (الإنجليزية)
- السائق نايت على موقع فيلمافينيتي (الإسبانية)
- السائق نايت على موقع كينوبويسك (الروسية)
- السائق نايت على موقع ألو سيني (الفرنسية)
- السائق نايت على موقع ميوزك برينز (الإنجليزية)
- السائق نايت على موقع قاعدة بيانات الفيلم (الإنجليزية)